# Promises (песня Nero)
«Promises» — четвёртый сингл английского дабстеп-дуэта Nero с их дебютного альбома Welcome Reality. Релиз состоялся в Великобритании в формате цифровой дистрибуции 7 августа 2011 года. Песня заняла первое место в UK Midweek Chart.

## Музыкальное видео
Видео на композицию «Promises» было выложено на YouTube 7 июля 2011 года.

## Реакция критики
Рецензент сайта Digital Spy положительно отнёсся к песне, оценив её на 4 из 5 звёзд.

## Список композиций
| №  | Название                              | Длительность |
| -- | ------------------------------------- | ------------ |
| 1. | «Promises»                            | 4:17         |
| 2. | «Promises» (Ремикс Скриллекса и Nero) | 4:28         |
| 3. | «Promises» (Ремикс Кальвина Харриса)  | 5:59         |
| 4. | «New Life»                            | 4:33         |

## Чарты
| Чарт (2011)                     | Наивысшее место |
| ------------------------------- | --------------- |
| Шотландия (OCC Scotland)        | 1               |
| Великобритания (OCC UK Dance)   | 1               |
| Великобритания (OCC UK Singles) | 1               |

## История релиза
| Страна         | Дата                | Формат               | Лейбл       |
| -------------- | ------------------- | -------------------- | ----------- |
| Ирландия       | 5 августа 2011 года | Цифровая дистрибуция | MTA Records |
| Великобритания | 7 августа 2011 года | Цифровая дистрибуция | MTA Records |

## Интересный факт
Инструментальная версия песни играет в трейлере Sonic & All-Stars Racing Transformed.